# Komm, du süße Todesstunde

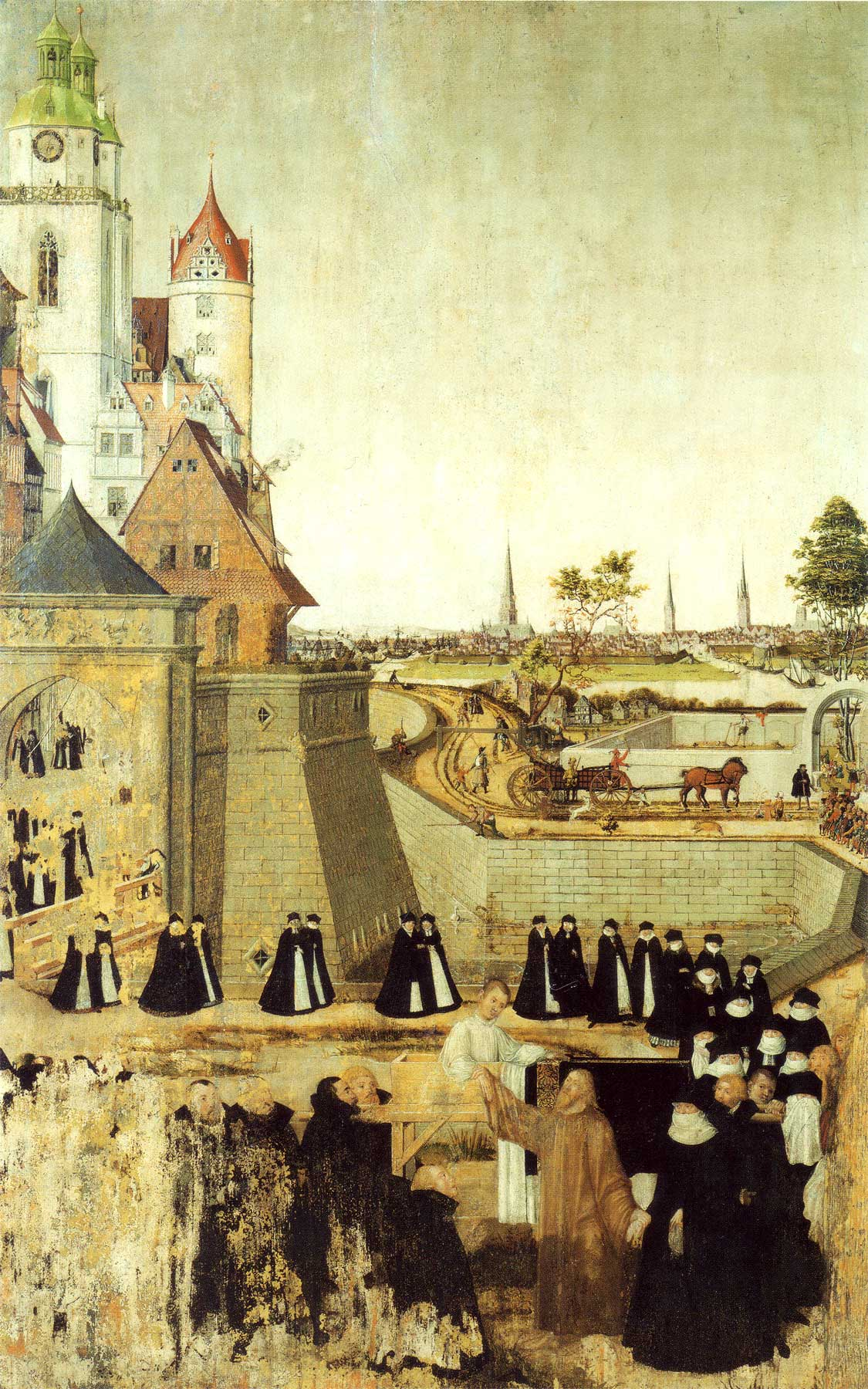
Resurrection de Nain, le fils de la veuve, panneau d'autel de Lucas Cranach le Jeune, c. 1569, dans l'église de Wittenberg.

Komm, du süße Todesstunde (Viens, douce heure de la mort), (BWV 161), est une cantate religieuse de Johann Sebastian Bach composée à Weimar en 1715.

## Histoire et livret
Bach écrivit cette cantate durant sa deuxième année à Weimar où il était tenu, en tant qu'organiste et maître de musique du prince Johann Ernst de Saxe-Weimar, de composer une cantate par mois pour la Schlosskirche en vue de compléter un cycle annuel en quatre ans. Il la composa à l'occasion du seizième dimanche après la Trinité. Pour cette destination liturgique, trois autres cantates ont franchi le seuil de la postérité : les BWV 8, 27 et 95. Selon le musicologue Alfred Dürr et d'autres sources, elle fut jouée le 6 octobre 1715 pour la première fois. Le texte de cette cantate et d'autres de la même année 1715 est de Salomon Franck, publié dans les « Evangelisches Andachts-Opffer » en 1715. Les lectures prescrites pour ce dimanche étaient Eph. 3: 13–21, Paul priant pour le renforcement de la foi dans la congrégation d'Éphèse et Luc. 7: 11–17, l'élévation du garçon de Nain d'entre les morts. À l'époque de Bach, l'histoire se référait immédiatement à la résurrection des morts telle qu'exprimée par le désir de mourir bientôt. Le choral de fin est le quatrième verset de Herzlich tut mich verlangen de Christoph Knoll(1611.
La première représentation est présumée avoir eu lieu le 27 septembre 1716 en la chapelle ducale de Weimar. La cantate fut de nouveau jouée à Leipzig le 2 février 1735 ou plus tard pour la fête de la Purification.

## Structure et instrumentation
La cantate est écrite pour une formation réduite. Deux solistes (alto, ténor) et un chœur en quatre parties, deux flûtes à bec, deux violons, alto et basse continue. La disposition avec flûtes à bec est une réminiscence de l' Actus tragicus, BWV 106. De même que pour les cantates Alles, was von Gott geboren, BWV 80a et Barmherziges Herze der ewigen Liebe, BWV 185 de la même année, la mélodie du choral final utilisée comme cantus firmus dans le premier mouvement, une aria, est un élément structurant de l’œuvre. Bach reprendra la juxtaposition du cantus firmus et de la partie vocale à une plus grande échelle dans sa Passion selon saint Matthieu. Lors d'une représentation de la cantate à Leipzig, le premier verset du choral semble avoir été chanté par une soprano à la place de la citation instrumentale dans la première aria, la cantate transposée de do en mi bémol et les flûtes à bec peut-être remplacées par des flûtes traversières.
Il y a six mouvements :
1. aria (alto, flûtes à bec, flûtes et violons dans la version de Leipzig) : Komm, du süße Todesstunde
2. récitatif (ténor, basse continue) : Welt, deine Lust ist Last
3. aria (ténor, cordes) : Mein Verlangen ist, den Heiland zu umfangen
4. récitatif (alto, flûtes à bec, cordes) : Der Schluß ist schon gemacht
5. aria (chœur, flûtes à bec, cordes) : Wenn es meines Gottes Wille
6. choral (chœur, flûtes à bec, cordes) : Der Leib zwar in der Erden

## Musique
Le thème musical de la cantate est la mélodie en mode phrygien du choral qui apparaît dans le premier mouvement, à la fois dans sa forme originale et dans la ligne pour alto qui en est dérivée. Les thèmes des deux autres arias (3 et 5) sont également dérivés de cette même mélodie, créant ainsi l'unité de la cantate. La mélodie apparaît cinq fois dans les chorals de la « Passion selon saint Matthieu ».
Cette mélodie fut originellement composée par Hans Leo Hassler comme chanson d'amour profane Mein G’müt ist mir verwirret (de), imprimée en 1601. Le chant O Haupt voll Blut und Wunden utilise la même mélodie. Il s'agit aussi d'une des nombreuses mélodies sur laquelle est chantée « Befiehl du deine Wege » de Paul Gerhardt (vcf. Passion selon Matthieu, choral n°. 53).
Le récitatif pour ténor (2) se termine en arioso quand les paroles paraphrasent une citation de la Bible (Phil 1:23), « Ich habe Lust abzuscheiden und bei Christo zu sein ». Le récitatif pour alto (4) est accompagné de tous les instruments, créant des images de sommeil (dans un mouvement descendant se terminant en longues notes), de réveil (en un rapide mouvement ascendant) et un glas de funérailles par les flûtes à bec et des pizzicati des cordes. Le cinquième mouvement, indiqué « aria » par Franck, est disposé par Bach en quatre mouvements homophoniques et semblables à une chanson. La première partie n'est pas répétée da cappo en accord avec les dernières paroles : Dieses sei mein letztes Wort (Que cela soit mon dernier mot). Le choral final est illuminé par une cinquième partie des deux flûtes à bec jouant un vif contrepoint à l'unisson.

## Sources
- Gilles Cantagrel, Les cantates de J.-S. Bach, Paris, Fayard, mars 2010, 1665 p.  (ISBN 978-2-213-64434-9)

- (en) Cet article est partiellement ou en totalité issu de l’article de Wikipédia en anglais intitulé « Komm, du süße Todesstunde, BWV 161 » (voir la liste des auteurs).